# Anoploderomorpha pubera
Anoploderomorpha pubera är en skalbaggsart som först beskrevs av Thomas Say 1827.  Anoploderomorpha pubera ingår i släktet Anoploderomorpha och familjen långhorningar. Inga underarter finns listade i Catalogue of Life.